# Сан Рустико I (Терамо)
Сан Рустико I (итал. San Rustico I) је насеље у Италији у округу Терамо, региону Абруцо.
Према процени из 2011. у насељу је живело 99 становника. Насеље се налази на надморској висини од 181 м.